# ۵۰۵ (نشویل)
۵۰۵ که پیشتر با نام ۵۰۵ سی‌اس‌تی (به انگلیسی: 505 CST) و پارامونت (به انگلیسی: Paramount) شناخته می‌شد، آسمان‌خراشی مسکونی در مرکز شهر نشویل، تنسی است.